# Wład Mnich
Wład IV Mnich, rum. Vlad Călugărul (ur. ok. 1425, zm. 1495) – hospodar wołoski w latach 1481 oraz 1482–1495 z dynastii Basarabów.
Był nieślubnym synem hospodara Włada II Diabła. W 1481 został wprowadzony na tron wołoski przez hospodara mołdawskiego Stefana III Wielkiego w miejsce opieranego przez Imperium Osmańskie Basaraba IV Młodego, bardzo szybko utracił jednak to stanowisko z powrotem na rzecz Basaraba. Po śmierci tego ostatniego, która nastąpiła już w 1482, na powrót został hospodarem, tym razem korzystając z poparcia Turcji, która zatwierdziła go na tym stanowisku i wspierała go przez kolejnych kilkanaście lat (częściowo dzięki rosnącemu naporowi tureckiemu na Stefana Wielkiego, który we wcześniejszych latach regularnie interweniował na Wołoszczyźnie odsuwając od tronu protureckich hospodarów).
Synami Włada Mnicha byli hospodarowie wołoscy Radu Wielki i Wład Młody.

## Literatura
- J. Demel: Historia Rumunii. Wrocław – Warszawa – Kraków: Zakład Narodowy im. Ossolińskich – Wydawnictwo, 1970, s. 132, 135.
- J. Rajman: Encyklopedia średniowiecza. Kraków: Wydawnictwo Zielona Sowa, 2006, s. 98. ISBN 83-7435-263-9.